# Elachistocleis ovalis
Elachistocleis ovalis é uma espécie de anfíbio da família Microhylidae. Pode ser encontrada no Brasil, Colômbia, Panamá, Venezuela, Guiana, Suriname, Guiana Francesa e Trinidad e Tobago.

## Descrição
Os machos possuem 2,9 cm e as fêmeas de 3,3 cm. Sua morfologia compreende um corpo ovóide, cabeça de formato pequeno e triangular. 
São terrestres (fossoriais) e noturnos. São encontrados frequentemente em áreas abertas, próximas a áreas inundáveis ou lagoas, logo após as chuvas. A reprodução está relacionada com a estação chuvosa. O comportamento e reprodução é semelhante ao Elachistocleis bicolor. Os machos vocalizam à noite no interior de ambientes alagados, agarrados à vegetação com o corpo na água e a cabeça na posição vertical. Podem ser encontrados vocalizando durante o dia.
Sua reprodução é explosiva e sua desova é de aproximadamente 500 ovos e são depositados como um filme sobre a água e após submergir são aderidos à vegetação aquática.

## Fase larval
Seus girinos são castanho-escuro e nectônicos. Sua fileira de dentes é de 0/0.